# San Pedro Ayampuc
San Pedro Ayampuc è un comune del Guatemala facente parte del dipartimento di Guatemala.